# Jugendfußball

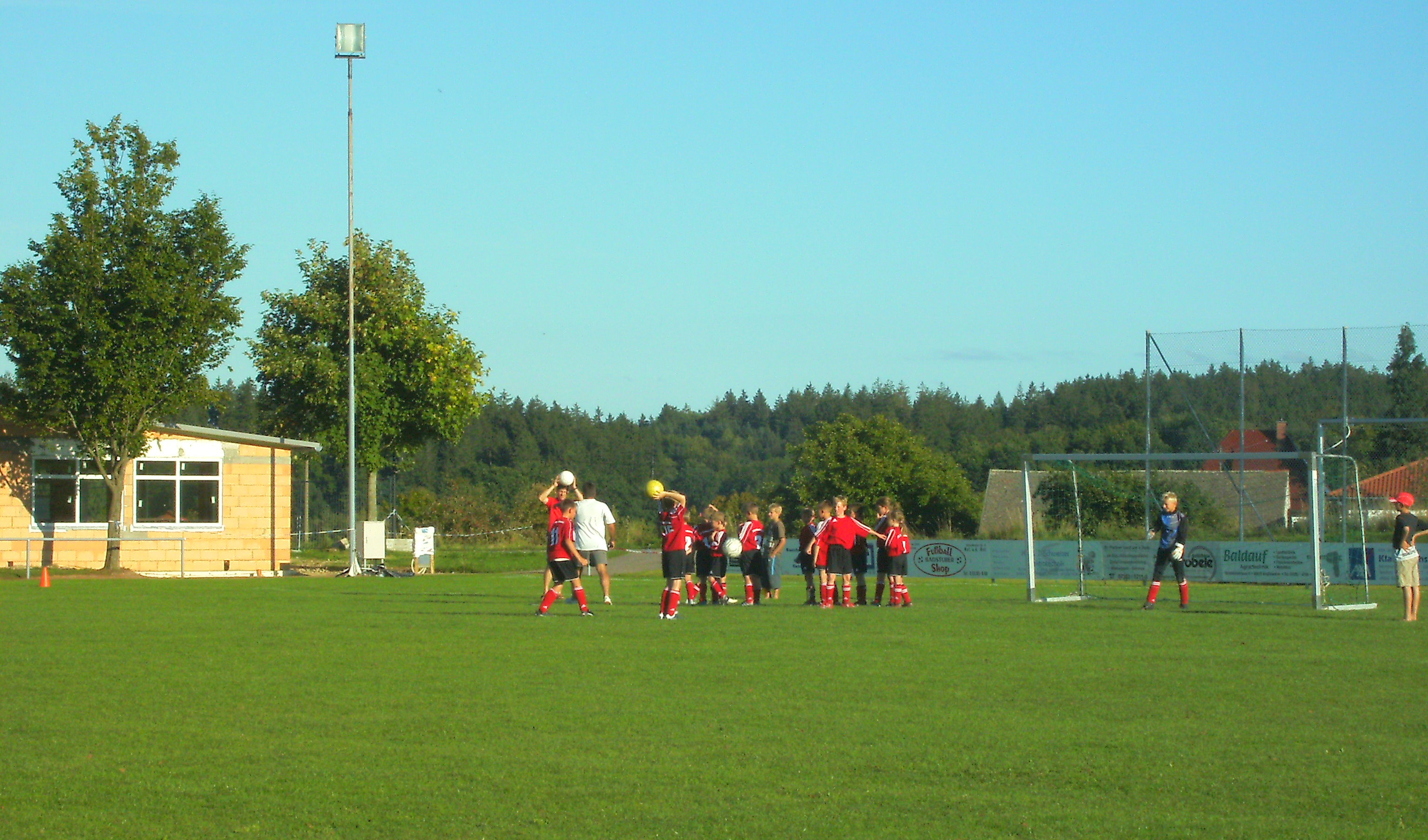
E-Jugend Fußball-Mannschaft beim Aufwärmtraining

Jugendfußball ist die Bezeichnung für Vereins-Fußball, der von Mädchen und Jungen gespielt wird. Das Alter der Spieler liegt zwischen etwa fünf und höchstens neunzehn Jahren. 

## Alterseinteilung
Spieler dürfen in älteren Juniorenteams eingesetzt werden, aber nie in jüngeren als es ihrem Alter entspricht. Um die Junioren zu schützen, dürfen sie in der Regel nur ein Spiel pro Tag bestreiten.

### Altersklassen Jungen
Der Jugendfußball ist auf verschiedene Altersklassen aufgeteilt. Die Einteilung erfolgt nach Jahrgängen, wobei immer zwei Jahrgänge zu einer Altersklasse zusammengefasst werden. Die ältesten Jugendlichen werden international als U 19 bezeichnet und heißen in Deutschland A-Junioren. Zu dieser Altersklasse gehören die Spieler, die im laufenden Jahr 18 oder 19 werden. Die beiden nächstjüngeren Jahrgänge werden als B-Junioren bezeichnet, es folgen C-, D-, E- und F-Junioren. Die allerjüngsten Spieler heißen historisch bedingt meist nicht G-Junioren, sondern Bambini, Knirpse oder Mini-Kicker, bzw. einfach Minis. Häufig wird dem italienischen Plural Bambini fälschlicherweise noch ein Plural-s angehängt, wie z. B. in § 8 der DFB-Jugendordnung.

### Altersklassen Mädchen
Da es nicht so viele Fußball spielende Mädchen gibt, gibt es manchmal weniger Altersklassen. Mädchen spielen oft bis zur D-Jugend, selten auch C und B bei den Jungen mit, wo sie häufig Leistungsträgerinnen sind, da sie eine Klasse unter ihrem nominellen Jahrgang spielen dürfen. Darüber gibt es wie bei den Jungen B und A-Jugend, wobei die der A-Jugend entsprechenden Jahrgänge bereits oft in den Seniorenklassen mitspielen.

### Vereinseinteilung
Großvereine bilden oft wie bei den Senioren mehrere Mannschaften aus einer Altersklasse, die durchnummeriert werden. Die (A-F)1 besteht heute oft aus den stärksten Spielern, in diesem Fall spricht man von Kadermannschaften. Daneben gibt es auch das Prinzip der Jahrgangsmannschaften. Die größten Vereine können zudem innerhalb der Jahrgänge noch Kadermannschaften bilden.
Bei kleinen Vereinen braucht es oft beide Jahrgänge und alle Leistungsstufen, um überhaupt ein Team stellen zu können. Ist selbst dieses nicht möglich können zwischen Vereinen Spielgemeinschaften gebildet werden.
Bei den Bambini und einigen Verbänden auch der F-Jugend erfolgt keine leistungsorientierte Mannschaftszusammensetzung, da hier in freien Turnieren mit ständig wechselnden Teams in unterschiedlichen Wettkampfformen gespielt wird. Aktuell gibt es in Verbänden Bestrebungen die Leistungstrennung insgesamt erst später einsetzen zu lassen, evtl. sogar erst ab der C-Jugend, damit Dorfvereine nicht ausbluten und gerade körperliche Spätentwickler wegen des bestehenden Ergebnisdrucks in den Leistungszentren nicht zu früh aussortiert werden.

## Klasseneinteilung

### Klasseneinteilung Jungen
Die untere Klasseneinteilung ist in den Landesverbänden unterschiedlich geregelt.
Die Einstiegsliga liegt aber immer auf Kreisniveau und wird je nach Bundesland Gruppe, Kreisklasse oder Kreisliga genannt. Die Kreisliga bezeichnet in einigen mitgliederstarken Verbänden damit schon den 3. Leistungslevel. Diese Ligen wegen der Anzahl der Mannschaften zudem meistens in mehrere Gruppen oder Staffeln unterteilt.
Ab der D-Jugend gibt es darüber hinaus Leistungsstaffeln oder Sondergruppen bis auf Bezirksebene, so dass es einen 4. Level gibt. Auch hier gibt es in der Regel mehrere Staffeln parallel. Ab hier gelten die Regeln von Abseits und Rückpass. In der D-Jugend kann noch bzw. schon mit sieben oder neun Spielern gespielt werden (wie erwähnt sind die Mädchen hier oft noch dabei), das Spielfeld wird dementsprechend entweder quer in einer Hälfte oder von 16er zu 16er verkürzt längs bespielt. Gerade in ländlichen Gebieten gibt es die Möglichkeit von sogenannten „Norwegerstaffeln“, in denen gemischte Mannschaften von 7–9 Spieler spielen dürfen und das jeweilige Spiel sich nach der Mannschaft mit dem kleineren Kader richtet.
Ab der C-Jugend gibt es auch Landesliga, Verbandsliga, Oberliga und Regionalligen. Für die Bundesligavereine gibt es zusätzlich für diese Altersklasse eine Nachwuchsliga. Auch hier gibt es das Norwegermodell, in diesem Fall mit 9 oder 11 Spielern.
Die A- und B-Junioren spielen bis zur Bundesliga. Um den Beweis für die störungsfreie Gewährleistung des aufwändigen Spielbetriebes zu erbringen, muss beim Aufstieg eine Sicherheitsleistung von 100.000 Euro hinterlegt werden.

### Klasseneinteilung Mädchen
Bei den B- und C-Juniorinnen gibt es in der Regel eine Verbandsstaffel und darunter Bezirks- und Kreisstaffeln. Im Landesverband Baden-Württemberg gibt es auch eine B-Juniorinnen-Oberliga. Seit der Saison 2012/13 gibt es für die B-Juniorinnen auch eine Bundesliga. Diese unterteilt sich in die Bundesliga Nord und in die Bundesliga Süd.

### Klassenwechsel
Wie bei den Senioren steigen auch bei den Spielklassen des Jugendfußballs in der Regel die Meister auf und einige Teams vom Tabellenende ab. Hierzu gibt es oft Relegationsspiele, um Klassenunterschiede zu dämpfen. Im Aufstieg befindet sich aufgrund des Jahrgangswechsels grundsätzlich der jüngere Jahrgang. Auf Antrag kann aber auch der ältere Jahrgang in die Relegation der neuen Altersklasse gehen, in der ihn dann allerdings nicht nur höherklassige, sondern in der Regel auch ein Jahr ältere Gegenspieler erwarten. Wegen der oft hohen Leistungsschwankungen zwischen einzelnen Jahrgängen wäre ein unabhängig von der sportlichen Qualifikation vereinfachter Ligentausch gerade für kleinere Vereine wünschenswert.

## Weitere offizielle Wettbewerbe
Neben der Meisterschaft gibt es einen Pokalwettbewerb auf Verbandsebene. Die Finalisten oder Finalsieger auf Kreisebene werden hierfür qualifiziert. Daneben gibt es auf Kreisebene in der Winterpause einen Wettbewerb um den Kreishallenpokal. Die Meldung hierfür muss in der Regel jedoch schon im Sommer erfolgen, oder richtet sich nach bestimmten Auswahlkriterien.

## Fördersysteme
Im Jugendfußball gibt es verschiedene Fördersysteme, wie zum Beispiel verschiedene Fußballschulen. Vereine, die eine exzellente Jugendarbeit haben, werden mit dem Sepp Herberger Preis ausgezeichnet.
Seit einigen Jahren betreibt der Deutsche Fußball-Bund sogenannte DFB-Stützpunkte, an denen talentierte Spieler der D- und C-Junioren in der Regel einmal wöchentlich ein zusätzliches Technik-Training erhalten.

## Profisport
Gute Jugendspieler erhalten bereits Angebote zum Vereinswechsel. Diese Trennung von den bisherigen Sportkameraden wird mit besserer Förderung und den verbesserten Chancen einer Sichtung durch einen Bundesligaverein begründet. Der erhöhte Aufwand wird mit Übernahme der Fahrtkosten und der Stellung von Fußballschuhen zur normal üblichen Trikotausstattung ausgeglichen. Manchmal wird auch die Vermittlung eines Ausbildungsplatzes garantiert. Einige wenige Spieler erhalten auch schon in Jugendjahren Profiverträge.

### Talentauswahl
Deprez u. a. (2015) analysierten 388 männliche belgische Fußballspieler (8 – 16 Jahre), die als Talente galten und für Fußballakademien ausgewählt wurden und in diesen entweder blieben oder aus den Akademien ausgeschieden wurden; in einer 2. Analyse unterschieden sie die, die durchgehalten hatten und nun einen Nachwuchsprofivertrag bekamen und die, die es nicht geschafft hatten. Der Reifegrad und die körperliche Entwicklung stellten keinen statistisch signifikanten Unterschied dar. Die Dropouts waren schwächer in der Motorkoordination, der fußballspezifischen aeroben Ausdauer und der Schnelligkeit. Einen Profi-Vertrag bekamen von denen, die dabeigeblieben waren, die, die weiter springen konnten (p = 0.011) und im 5-m Sprint (p = 0.041) schneller waren. Allerdings erklärten diese motorischen Tests nur 16,7 % Varianz, sodass die eigentliche spezifische Fußballbegabung den weitaus größten Anteil an dem fußballerischen Erfolg haben. Hierbei gilt es zu beachten, dass das belgische System seine Leistungszentren erst später unter Ergebnisdruck stellt, als das deutsche. Daher die aktuellen Bemühungen, diesen körperliche Frühentwickler stark begünstigenden Auswahlfaktor auch in Deutschland zu reduzieren, und die in Belgien dagegen stark geförderten offenen, kleinen Spielformen mit vielen Ballkontakten mehr zu kultivieren.

### Beispiele
- Oliver Bierhoff
- Raphael Schaschko
- Moritz Volz
- Andreas Lasnik

## Galerie
Kinder beim Jugendfußball in einem Sportverein im Landkreis Starnberg

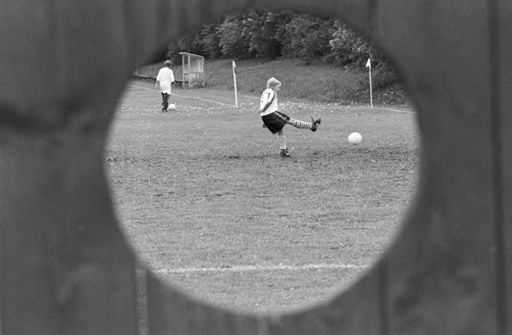
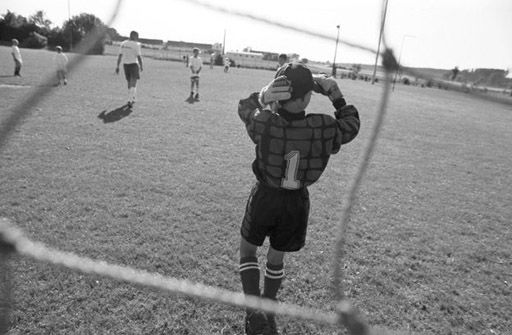
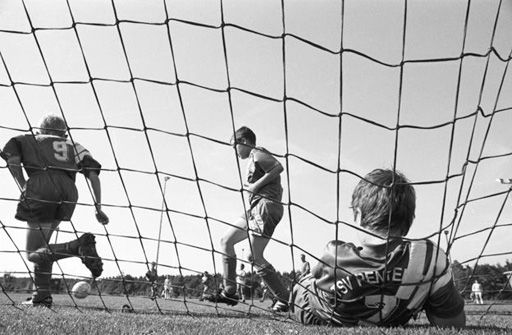
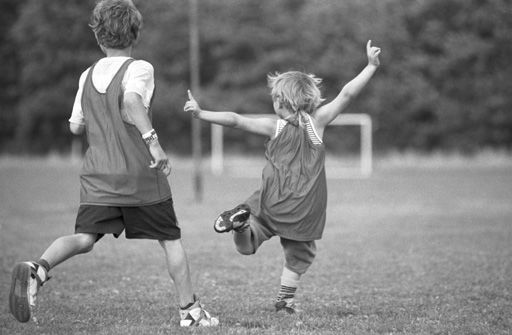

## Weblink
- Sportschau: Umstrittene Reform des Kinderfußballs | Sport inside auf YouTube, 15. März 2021.